# Atractus atratus
Espèce
Atractus atratus  est une espèce de serpents de la famille des Dipsadidae.

## Répartition
Cette espèce est endémique du département de Huila en Colombie. Elle se rencontre entre 1 700 et 2 000 m d'altitude sur le versant est de la cordillère Centrale.

## Description
La femelle holotype mesure 552 mm dont 50 mm de queue.

## Publication originale
- Passos & Lynch, 2010 : Revision of Atractus (Serpentes: Dipsadidae) from Middle and Upper Magdalena Drainage of Colombia. Herpetological Monographs, vol. 24, no 1, p. 149-173 (texte intégral).